# 佐野屋富五郎
佐野屋 富五郎（さのや とみごろう、生没年不詳）は江戸時代から明治時代にかけての江戸東京の地本問屋である。

## 来歴
錦盛堂と号す。嘉永から文久年間に江戸の松島町（現・日本橋人形町）辰次郎店、後に嘉永5年（1852年）11月に甚左衛門町弥七店において地本問屋を営業している。江戸地本草紙問屋仮組（新組）の一軒。歌川国芳、月岡芳年、落合芳幾、歌川芳春、歌川芳虎、歌川芳形らの錦絵を出版している。後に横浜へ移っている。

## 作品
- 歌川国芳 『尼子十士伝』 大判錦絵揃物
- 歌川芳春 『義太夫外題考物』 大判錦絵 安政5年（1858年）
- 歌川芳春 『清元外題考もの』 大判錦絵 安政6年（1859年）
- 歌川芳虎 『金川ヨリ横浜遠見の図』 大判3枚続 錦絵 万延1年（1860年）
- 歌川芳虎 『麻疹養生之伝』 大判錦絵 文久2年（1862年）
- 歌川芳虎 『麻疹後の養生』 大判錦絵
- 歌川芳形 『大象写生』 大判3枚続 文久3年（1863年）
- 月岡芳年・落合芳幾 『英名二十八衆句』 大判28枚揃 錦絵 慶応2年（1866年）‐慶応3年（1867年）
- 『横浜吉原細見記』 明治4年（1871年）